# King Street (Estrada romana)
King Street é o nome de uma estrada atual na linha de uma estrada romana. Ela anda em linha reta no leste da Inglaterra, entre a cidade de Peterborough e South Kesteven em Lincolnshire.

## Rota
O trabalho arqueológico mostrou mais sobre seu tamanho do que é usado na atualidade. Seu curso é tido como tendo acontecido desde o limite entre Ailsworth e Castor, no canto noroeste de Normangate Field, logo a norte do rio Nene.